# Runenstein von Bro

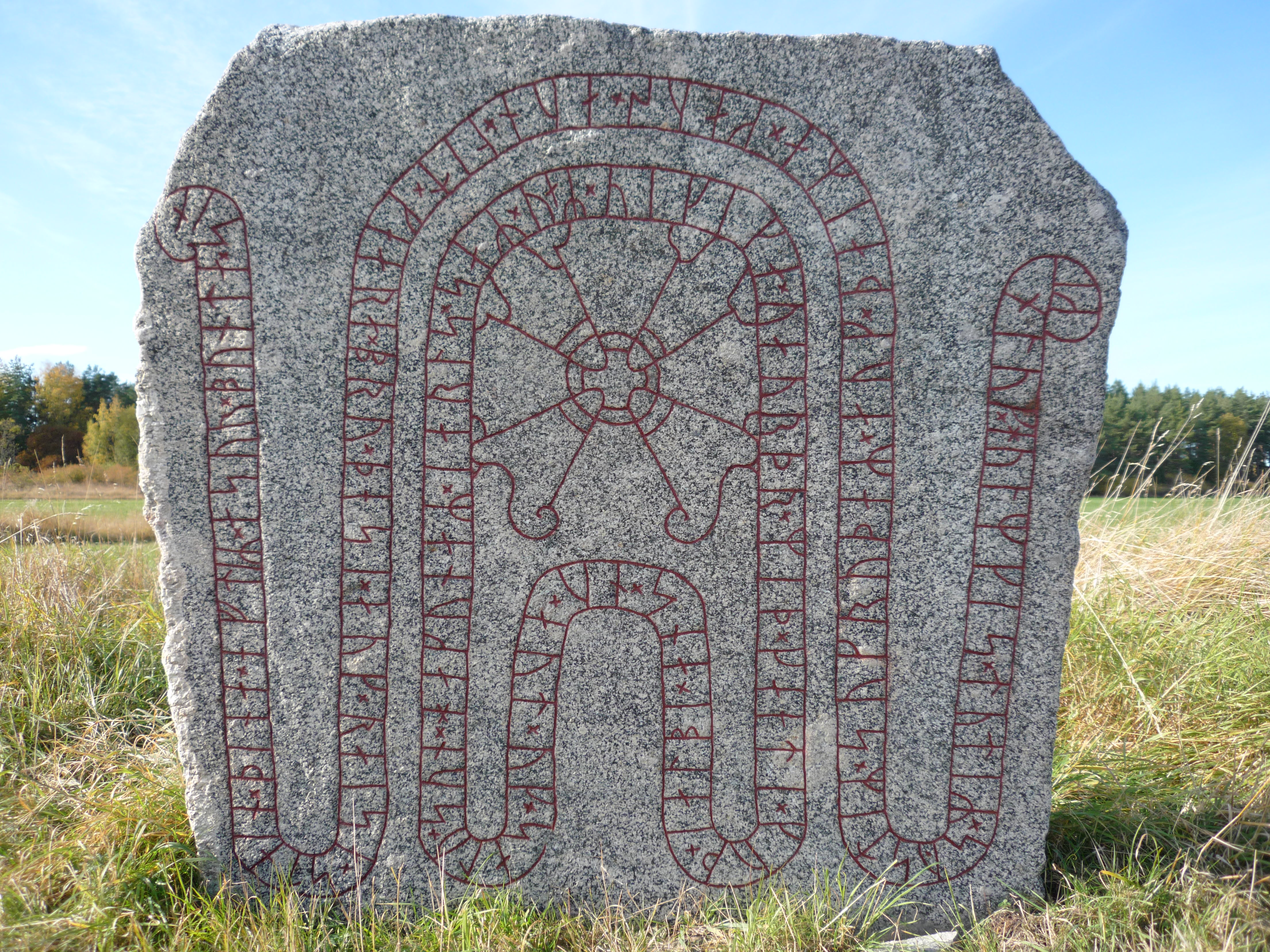
Runenstein von Bro

Der Runenstein von Bro (auch Assurs sten genannt; Samnordisk runtextdatabas U 617) in der Gemeinde Upplands-Bro in Uppland in Schweden steht an einem Wäldchen, etwa 300 m nördlich der Kirche von Bro, in deren Wand er bis 1866 eingemauert war.
Er ist ein wenig verzierter, im altertümlichen Stil gehaltener Runenstein mit einem doppelten, daher sehr langen Schlangenornament und einem zentralen Kreuz. Es ist einer der Hakon-Jarl-Runensteine und neben dem Gårdstångasten 2 (DR 330) einer von wenigen Runensteinen, die bestätigen, dass die Wikinger sich selbst Wikinger nannten. Die Inschrift lautet:
„kinluk × hulmkis × tutiʀ × systiʀ × sukruþaʀ × auk × þaiʀa × kaus × aun × lit × keara × bru × þesi × auk × raisa × stain × þina × eftiʀ × asur × bunta · sin × sun × hakunaʀ × iarls × saʀ × uaʀ × uikika × uaurþr × miþ × kaeti × kuþ × ialbi × ans × nu × aut × uk × salu“
Übersetzt: „Ginnlaug, Holmgaeirs Tochter, Schwester Sygroths und Gauts, sie ließ diese Brücke machen und diesen Stein errichten für Assur, ihren Mann, den Sohn des Jarls Håkon. Er war Wart gegen die Wikinger (zusammen) mit Gaeitir. Gott helfe nun seinem Geist und seiner Seele.“
Beim Håkon Jarl, dessen Sohn Assur bei der Verteidigung seiner Heimat gegen die Wikinger ums Leben kam, kann es sich nicht um den historischen norwegischen Herrscher Håkon Jarl (935–955), den Vasall Harald Blauzahns, handeln, von dessen Söhnen keiner Assur hieß. Daher muss ein gleichnamiger, aber unbekannt gebliebener schwedischer Jarl aus der Zeit um 1000 n. Chr. gemeint sein. Ein (vermutlich anderer) Håkon Jarl wird auch auf dem Runenstein U 16 erwähnt.